# Рудольф Айбенштайн
Рудольф Айбенштайн (нім. Rudolf Eibenstein; 2 липня 1894, Бішофсверда — 18 січня 1984, Гаутінг) — німецький офіцер, генерал-лейтенант люфтваффе. Кавалер Німецького хреста в золоті.

## Біографія
17 березня 1913 року вступив у 78-й (8-й Королівський Саксонський) польовий артилерійський полк. Учасник Першої світової війни, з 1915 року — командир батареї. Після демобілізації армії залишений в рейхсвері, служив в артилерії. Закінчив секретні курси офіцера Генштабу (1925) і Військову академію (1938). З 1 жовтня 1933 року — на штабних посадах. З 1 жовтня 1934 року — командир транспортного (зенітного) дивізіону «Зеераппен», який 1 березня 1935 року був переданий до складу люфтваффе. З 1 жовтня 1936 по 17 січня 1937 року — командир 1-го дивізіону 11-го зенітного полку.
З 26 серпня 1939 року — начальник штабу 2-ї авіаційної області. 1 квітня 1941 року призначений командиром 9-ї зенітної бригади, яка 21 вересня 1941 року була розгорнута в 12-у моторизовану зенітну дивізію. Учасник боїв на радянсько-німецькому фронті. З 22 грудня 1941 року — командир бойових моторизованих з'єднань 8-го авіакорпусу, з 21 лютого 1942 року — командир 7-ї зенітної дивізії. 12 грудня 1942 року Айбенштайн був переведений в штаб авіаційної області «Африка», а 1 березня 1943 року призначений командиром дислокованої в Північній Франції 16-ї зенітної дивізії. З 1 травня 1944 року — командир сформованої в Мюнхені 26-ї зенітної дивізії. 2 травня 1945 року здався американським військам. 16 вересня 1947 року звільнений.

## Звання
- Фанен-юнкер (2 листопада 1913)
- Лейтенант (12 серпня 1914)
- Оберлейтенант (3 листопада 1917)
- Гауптман (1 лютого 1926)
- Майор (1 липня 1934)
- Оберстлейтенант (1 січня 1937)
- Оберст (1 лютого 1939)
- Генерал-майор (1 серпня 1941)
- Генерал-лейтенант (1 серпня 1943)

## Нагороди
- Залізний хрест 2-го і 1-го класу
- Військовий орден Святого Генріха, лицарський хрест (29 жовтня 1915)
- Орден Альберта (Саксонія), лицарський хрест 2-го класу з мечами
- Нагрудний знак «За поранення» в чорному
- Почесний хрест ветерана війни з мечами
- Медаль «За вислугу років у Вермахті» 4-го, 3-го, 2-го і 1-го класу (25 років)
- Застібка до Залізного хреста 2-го і 1-го класу
- Нагрудний знак зенітної артилерії люфтваффе
- Німецький хрест в золоті (9 березня 1942)